# Kriegsspielgemeinschaft
Con il termine Kriegsspielgemeinschaft (KSG), traducibile in italiano come associazione sportiva di guerra, si indicavano le associazioni temporanee di due o più società sportive, formatesi in Germania nelle fasi conclusive della prima e seconda guerra mondiale. 
In molte località società sportive vicine si unirono perché non avevano più giocatori sufficienti per disputare i tornei con le loro singole forze o, per l'indisponibilità di un sufficiente numero di campi sportivi.
Vi furono casi in cui anche club rivali furono costretti ad unirsi in KSG, come avvenne Francoforte sul Meno, ad esempio, per le due più grandi squadre di calcio della città, l'Eintracht Francoforte ed il FSV Francoforte. Nella Gauliga 1943-1944, il massimo campionato tedesco di calcio, su 31 squadre qualificatesi alla fase nazionale del torneo tre erano KSG, di cui ben due giunsero a disputare i quarti di finale.
Nel 1944 il KSG formato da Berliner SC e SC Brandenburg riuscì a vincere il campionato tedesco di hockey su ghiaccio.

## Formazioni KSG

### Calcio
- KSG Alsterdorf: Sperber Hamburg, SV St. Georg, HSV Barmbek-Uhlenhorst e Post SG Hamburg.[3]
- KSG Lufthansa/Viktoria 89 Berlin: Lufthansa Berlino e Viktoria Berlino.[4]
- KSG Minerva 93/Spandauer SV Berlin: Minerva 93 e Spandauer.[4]
- KSG Bielefeld: Arminia Bielefeld e VfB Bielefeld.[5]
- KSG Bochum: Bochum e Prussia Bochum.[5]
- KSG Bonn: Bonner e LSV Bonn.[5]
- KSG Bremerhaven: Bremerhaven e Leher TS.[5]
- KSG Duisburg: Duisburger SpV e Duisburg 48/99.[6]
- KSG Düsseldorf: Fortuna Düsseldorf, Düsseldorfer SC 99 e BC 05 Düsseldorf.[6]
- KSG Eimsbüttel: HEBC Hamburg e Hamburg Sport 01.[7]
- KSG Essen: Rot-Weiss Essen e BV Altenessen.[7]
- KSG Hamborn: Hamborn 07 e Union Hamborn.[8]
- KSG Komet/Hermannia Hamburg: Komet Amburg e Hermannia.[8]
- KSG St. Georg/Sperber Hamburg: SV St. Georg e SC Sperber.[8]
- KSG Ingolstadt: MTV Ingolstadt e VfB Ingolstadt-Ringsee.[9]
- KSG Karlsruhe: KFC Phönix e Germania Durlach.[10]
- KSG VfL TuRa/Tuspo Kassel: VfL TuRa Kassel e Tuspo 86/09 Kassel.[10]
- KSG BV 06/BC Sport Kassel: BV 06 Kassel und BC Sport Kassel.[10]
- KSG Kurhessen/ CSC 03 Kassel: SV Kurhessen Kassel e CSC 03 Kassel.[10]
- KSG VfL Köln/SpVgg Sülz: VfL 99 Köln und SpVgg Sülz 07.[10]
- KSG VfR 04/Mülheimer SV 06 Köln: VfR 04 Köln e Mülheimer SV 06.[10]
- KSG Leipzig: TuRa 99 Leipzig e SpVgg Leipzig-Lindenau.[11]
- KSG Ludwigshafen: Phönix Ludwigshafen, Oppau e VfL Friesenheim.[11]
- KSG Mannheim: SC Käfertal e Mannheimer FC Phönix.[12]
- KSG Merseburg: VfL Merseburg e Reichsbahn SG Merseburg.[12]
- KSG Neckarau: Neckarau e SpVgg 07 Mannheim.[13]
- KSG Neuwied: Viktoria Neuwied e club sconosciuto.[13]
- KSG Nürnberg: Post-SG Fürth e Reichsbahn-SG Nürnberg.[13]
- KSG Oberhausen: RW Oberhausen, Alstader SV Elmar 09 e Viktoria Oberhausen.[14]
- KSG Saarbrücken: Saarbrücken e Altenkessel.[15]
- KSG Schweinfurt: Schweinfurt 05 e LSV Schweinfurt.[15]
- KSG Pioniere Speyer: VfL Speyer e MSV Pioniere Speyer.[16]
- KSG Trier: Eintracht Treviri e Westmark Trier.[17]
- KSG Walldorf-Wiesloch: Sandhausen, Walldorf e Wiesloch.[18]
- KSG Wismar-Tarnewitz: TSG Wismar e MSV Tarnewitz.[18]
- KSG Würzburg: Kickers Würzburg, Würzburg, Victoria Würzburg e SV Würzburg 09.[18]